# Советский архитектурный модернизм

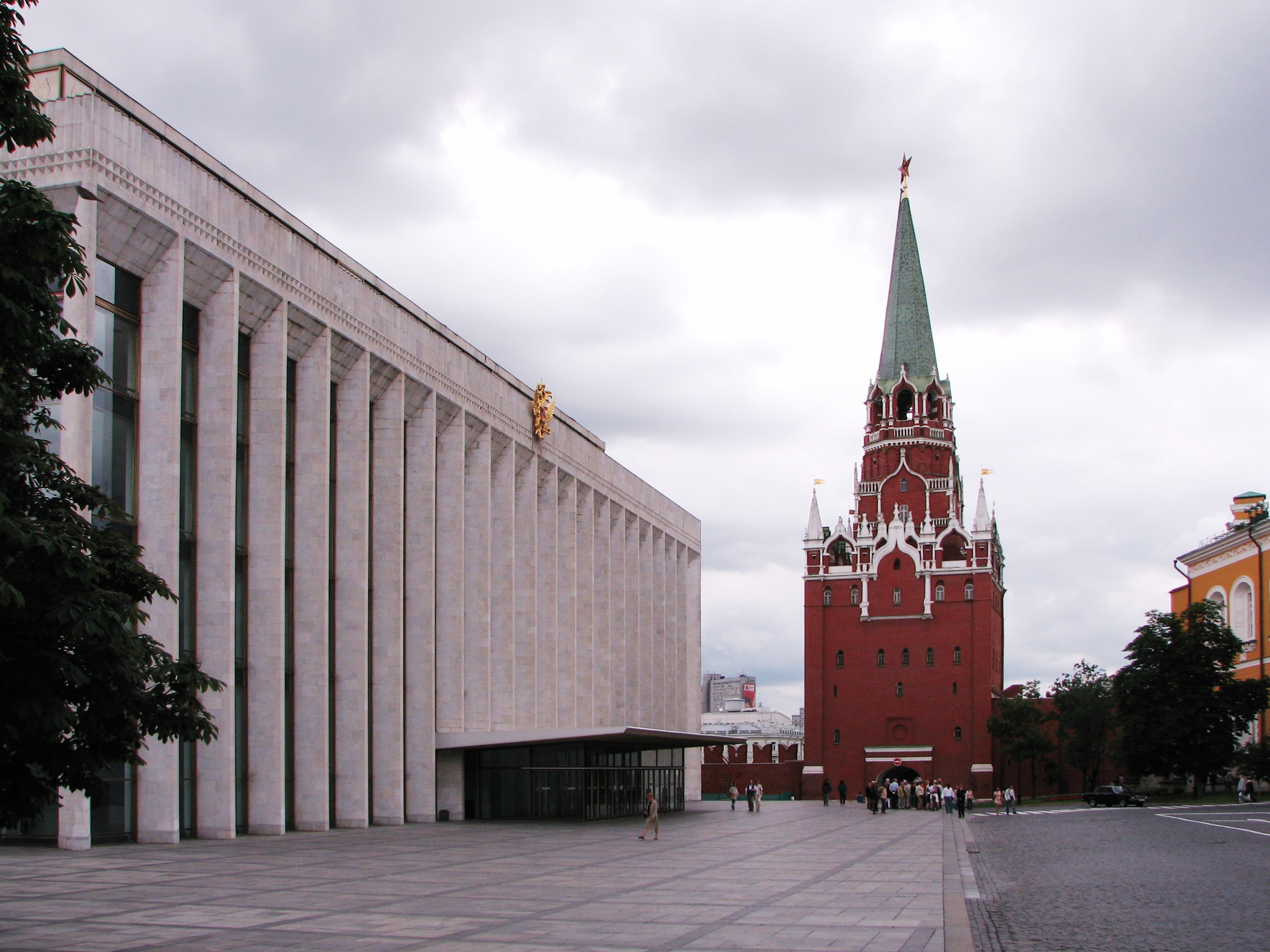
Кремлёвский Дворец Съездов

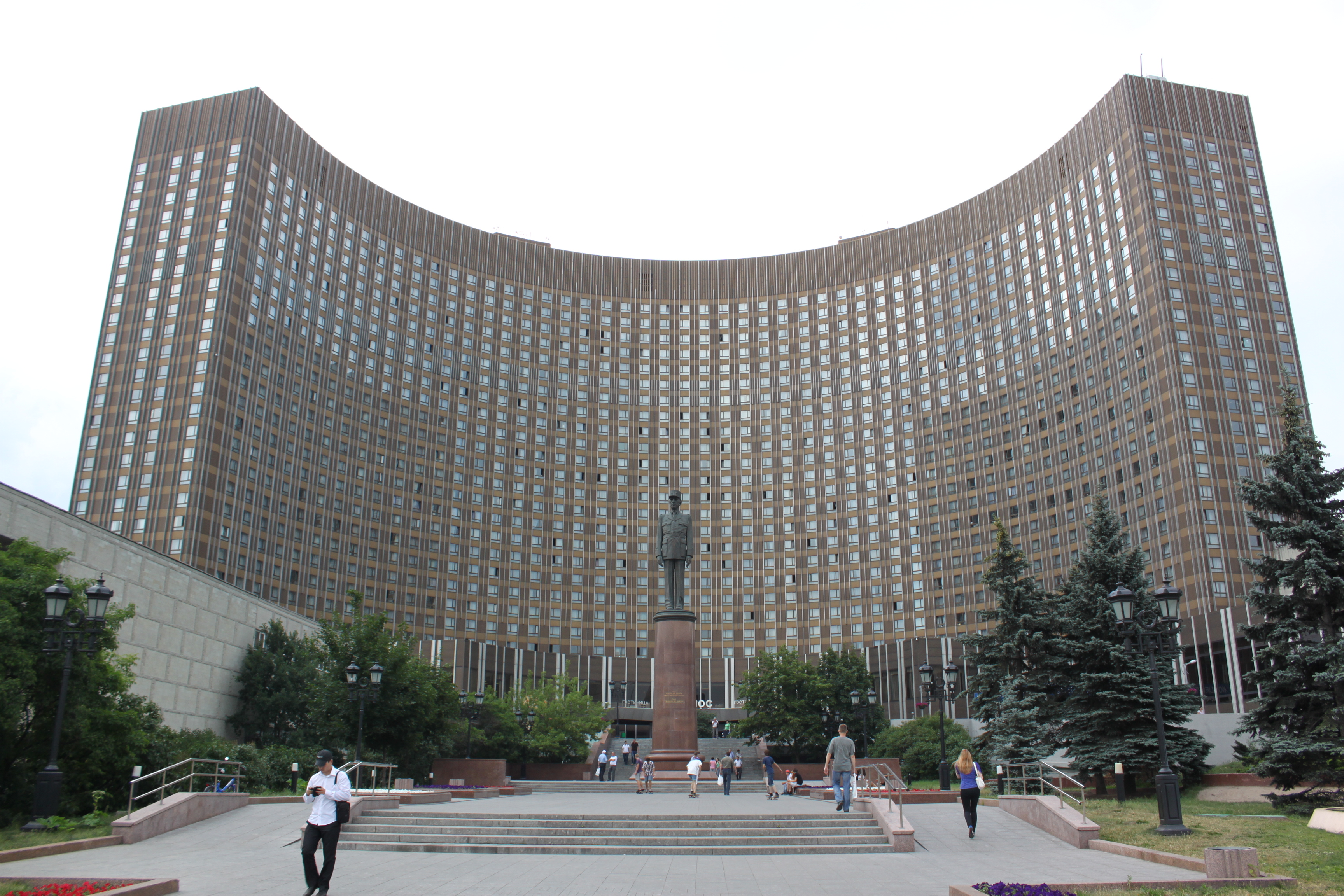
Гостиница «Космос»

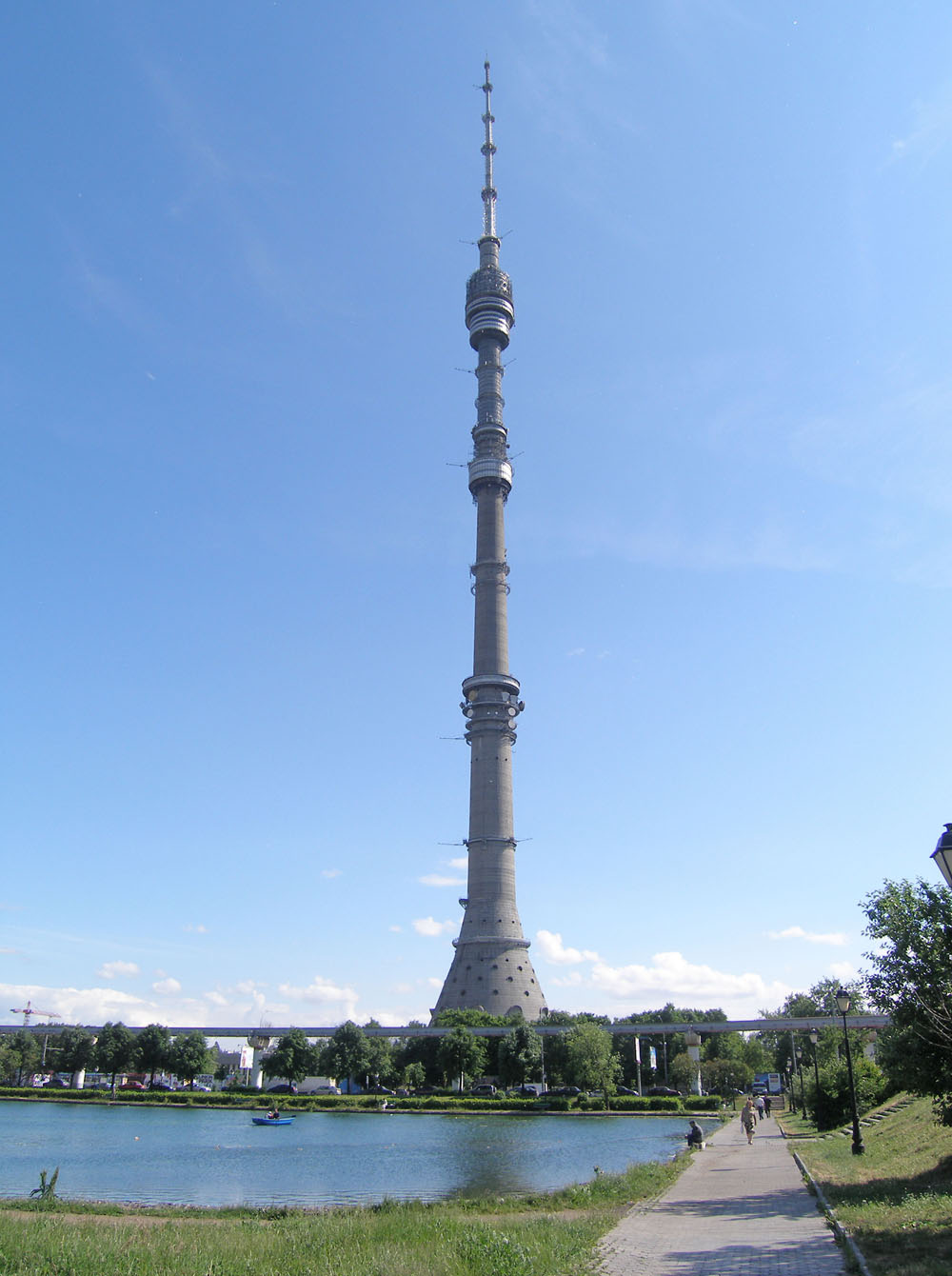
Останкинская Телебашня

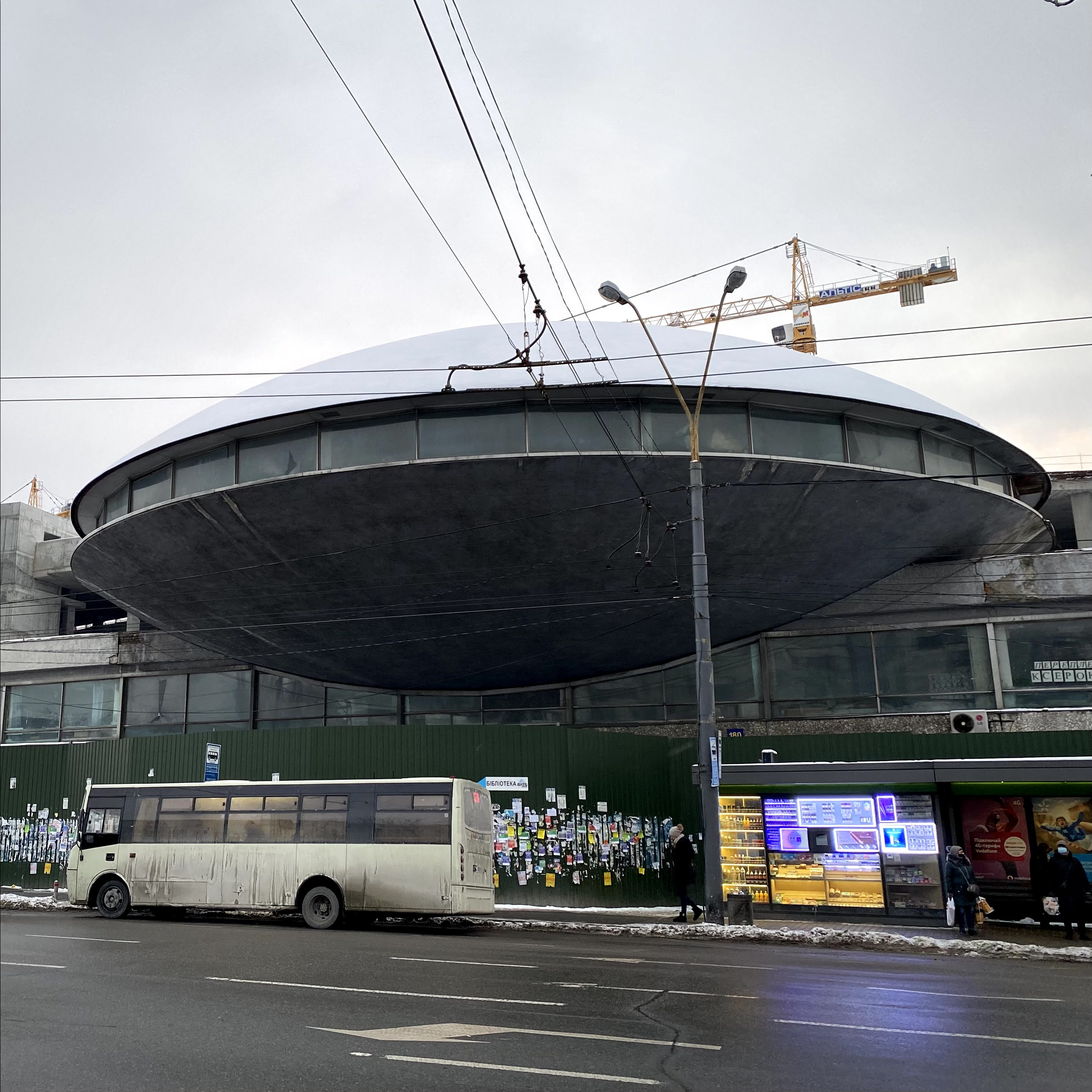
Здание «Летающая тарелка» в Киеве

Советский архитектурный модернизм — одно из трёх основных направлений архитектуры СССР наряду с авангардом и сталинским ампиром. Выведен критиками в начале XXI века в отдельное направление. Охватывает период с 1955 по 1991 год. Переходом к модернизму стало постановление ЦК КПСС и СМ СССР от 4 ноября 1955 года «Об устранении излишеств в проектировании и строительстве».

## Общая характеристика

### Истоки
Архитектурный модернизм пришёл в СССР с Запада и трансформировался в советский. Во время так называемой хрущёвской оттепели в СССР стали появляться в открытом доступе для архитекторов специализированные профессиональные журналы, также начал происходить обмен опытом с архитекторами стран Польши, Кубы и Венгрии. Интернациональность модернизма, по сути, является одной из главных его отличительных черт.
Если конкретизировать, то истоки советского модернизма лежат непосредственно в произведениях Ле Корбюзье, который к пятидесятым годам XX столетия переработал основы советского конструктивизма в новый, собственный архитектурный стиль.

### История термина
Термин «советский архитектурный модернизм» был введён в начале 2010-х годов, до этого момента его фактически не существовало.
Важно, что до сих пор не определено точных критериев советского архитектурного модернизма, кроме сравнительно чётко определённого периода.
Большую роль в выявлении данного стиля сыграл французский фотограф Фредерик Шобэн, который в начале двухтысячных годов объездил территорию бывшего Советского Союза и запечатлел ряд зданий, на тот момент относившихся исключительно к брутализму.

### Советский архитектурный модернизм и брутализм
По мнению многих исследователей, брутализм и был положен в основу советского модернизма. Для советского модернизма, как и для брутализма, характерны функциональность массивных форм и конструкций; урбанистичный облик зданий. Композиционные решения, вероятно, должны были отразить, размах передовых идей и антибуржуазные принципы советской жизни. Как и в брутализме, основным строительным материалом советского модернизма является железобетон, а подход выполнения архитектурного заказа является комплексным.

### Особенности стиля
Однако было бы неправильным целиком и полностью отождествлять данный архитектурный стиль с брутализмом, поскольку существуют некоторые различия. Так, особенностью советского модернизма является, к примеру, использование облицовочных материалов (мрамор, песчаник, ракушечник, керамика и другое). Также характерна для этого архитектурного стиля (в основном — на стадии развития) декоративность — например, наличие мозаичных панно, барельефов и прочих модернистских элементов украшения монументального искусства, а кроме того — массовое остекление поверхностей зданий, отчасти напоминающее о конструктивизме.

## Исследования
Важную роль в определении стиля сыграло исследование (точнее — альбом) французского фотографа Фредерика Шубина (Frédéric Chaubin), а также серия фотографий «Споменики» нидерландского фотографа Яна Кемпенаэрса. В этом же контексте заслуживает внимания исследование архитектора Феликса Новикова, изданное уральским издательством Tatlin под названием «Советский модернизм: 1955—1985», а также работа о творчестве армянских архитекторов «Архитектура советского модернизма».

## Основные примеры стиля
Главными образцами советского модернизма можно считать следующие постройки: Большой Московский государственный цирк, Павильон № 70 «Москва» на ВДНХ, Московский дворец пионеров, Кремлёвский Дворец Съездов, ансамбль Парка Победы на Поклонной горе, Останкинская телебашня, микрорайон «Северное Чертаново», Здание музея АЗЛК, Центральный дворец бракосочетания и филиал Центрального музея В. И. Ленина в Киеве, и другие.

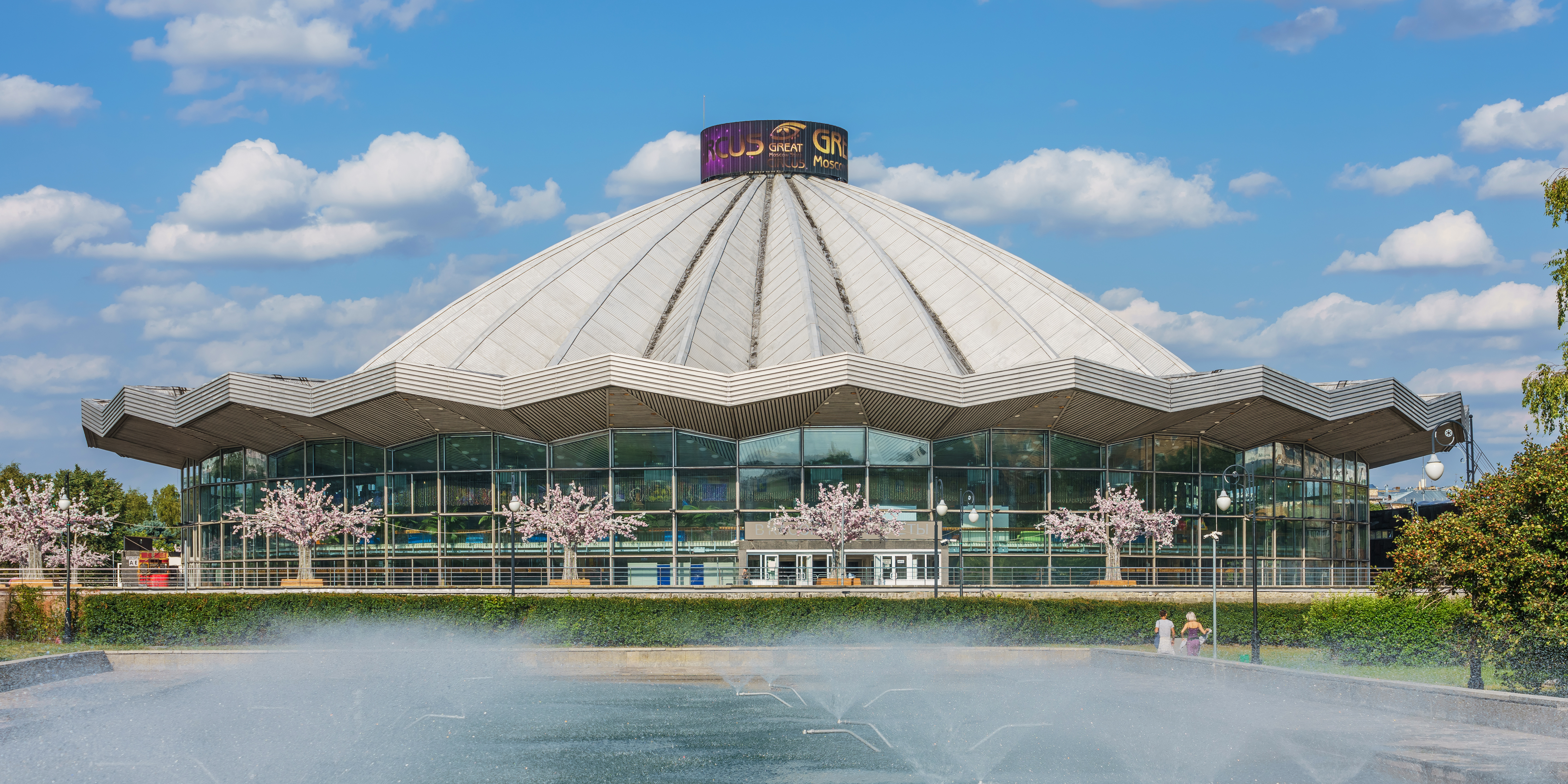
Большой Московский государственный цирк. Архитекторы: Е. Вулых и Л. Мисожников, консультанты Я.Б. Белопольский и Н.В. Канчели
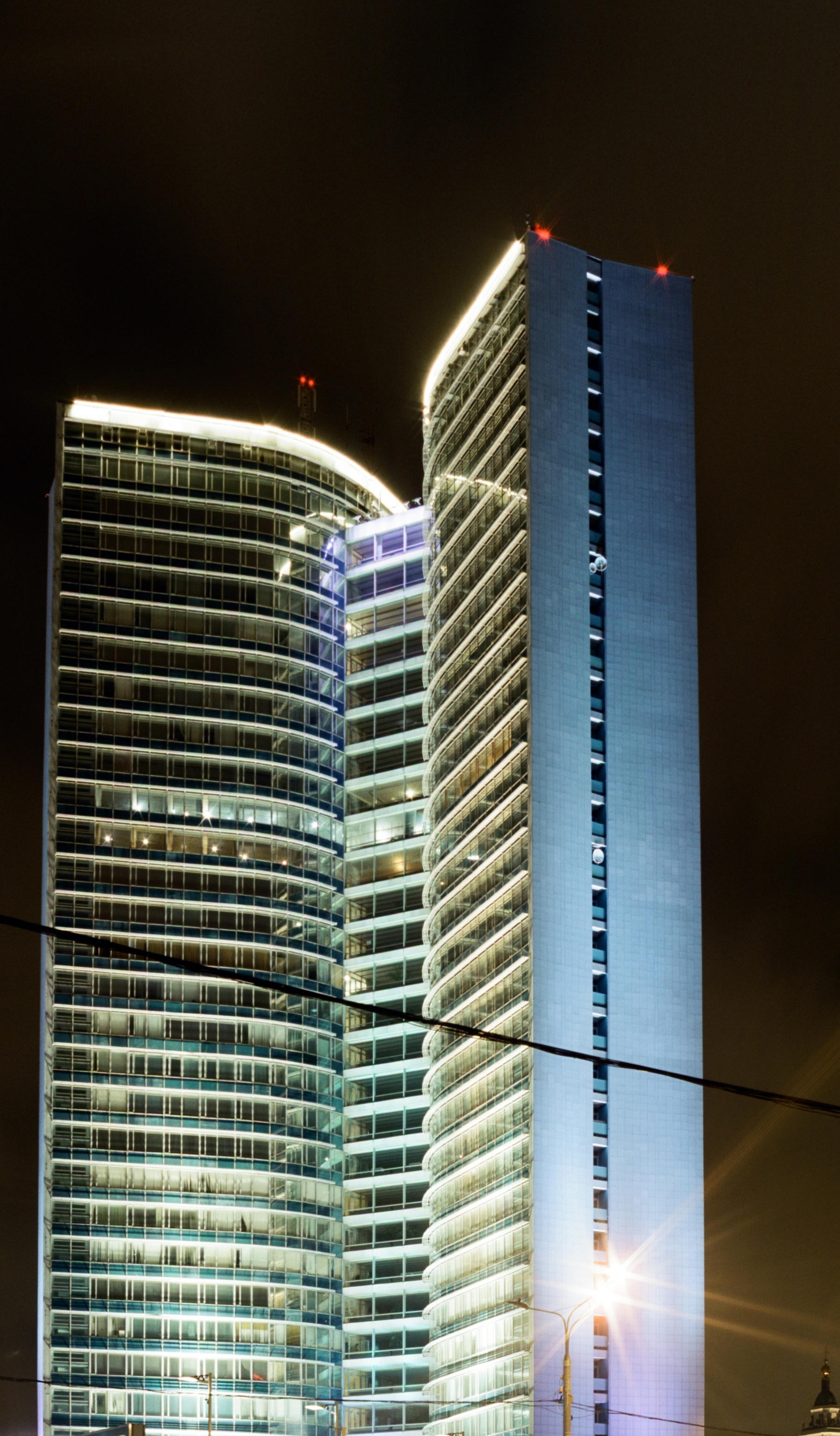
«Книжечка» СЭВ. Архитекторы М. В. Посохин, А. А. Мндоянц
Здание Министерства автомобильных дорог Грузинской ССР
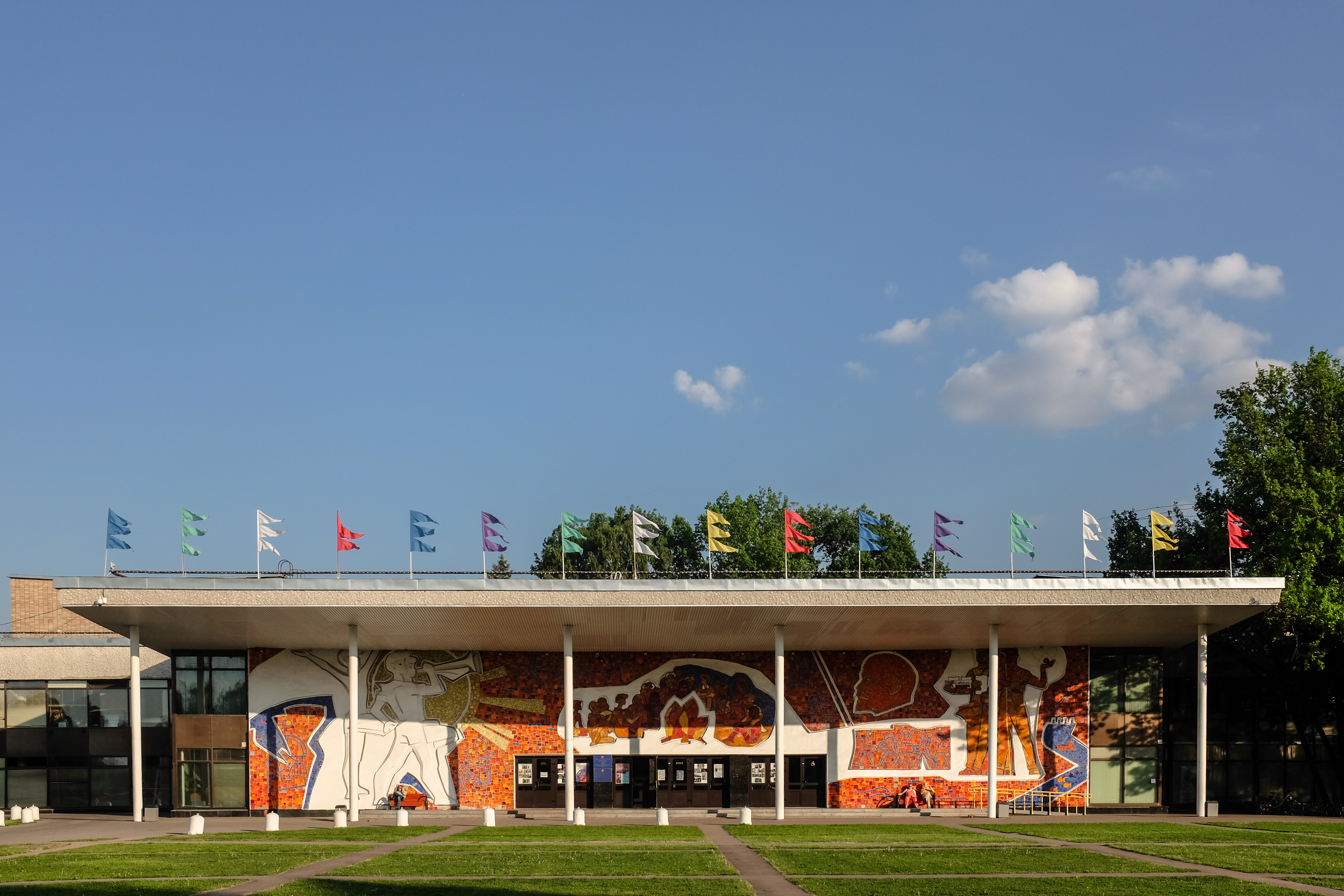
Московский Дворец Пионеров
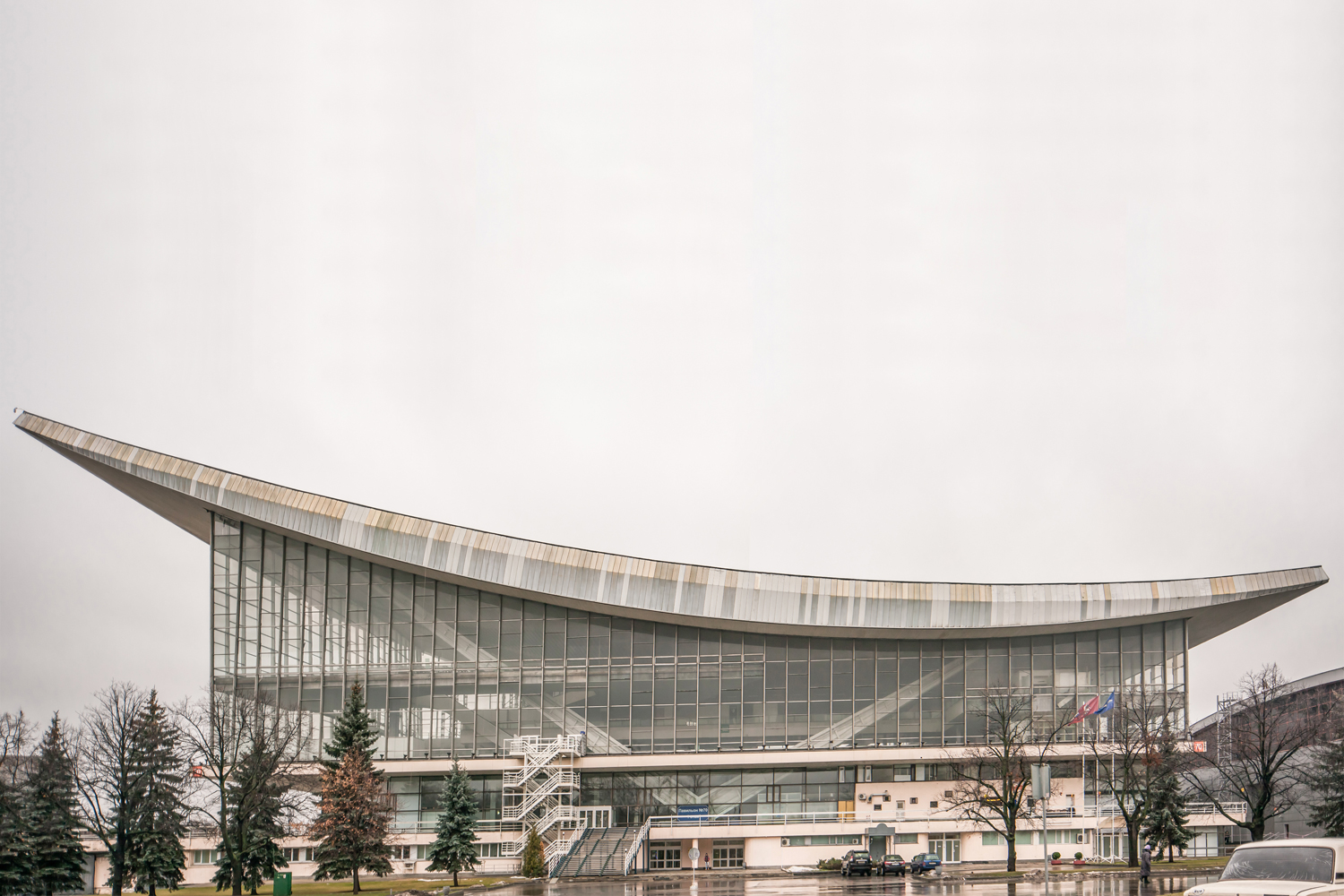
Павильон № 70 «Москва» на ВДНХ. Архитекторы М. В. Посохин, А. А. Мндоянц, Б. Тхор
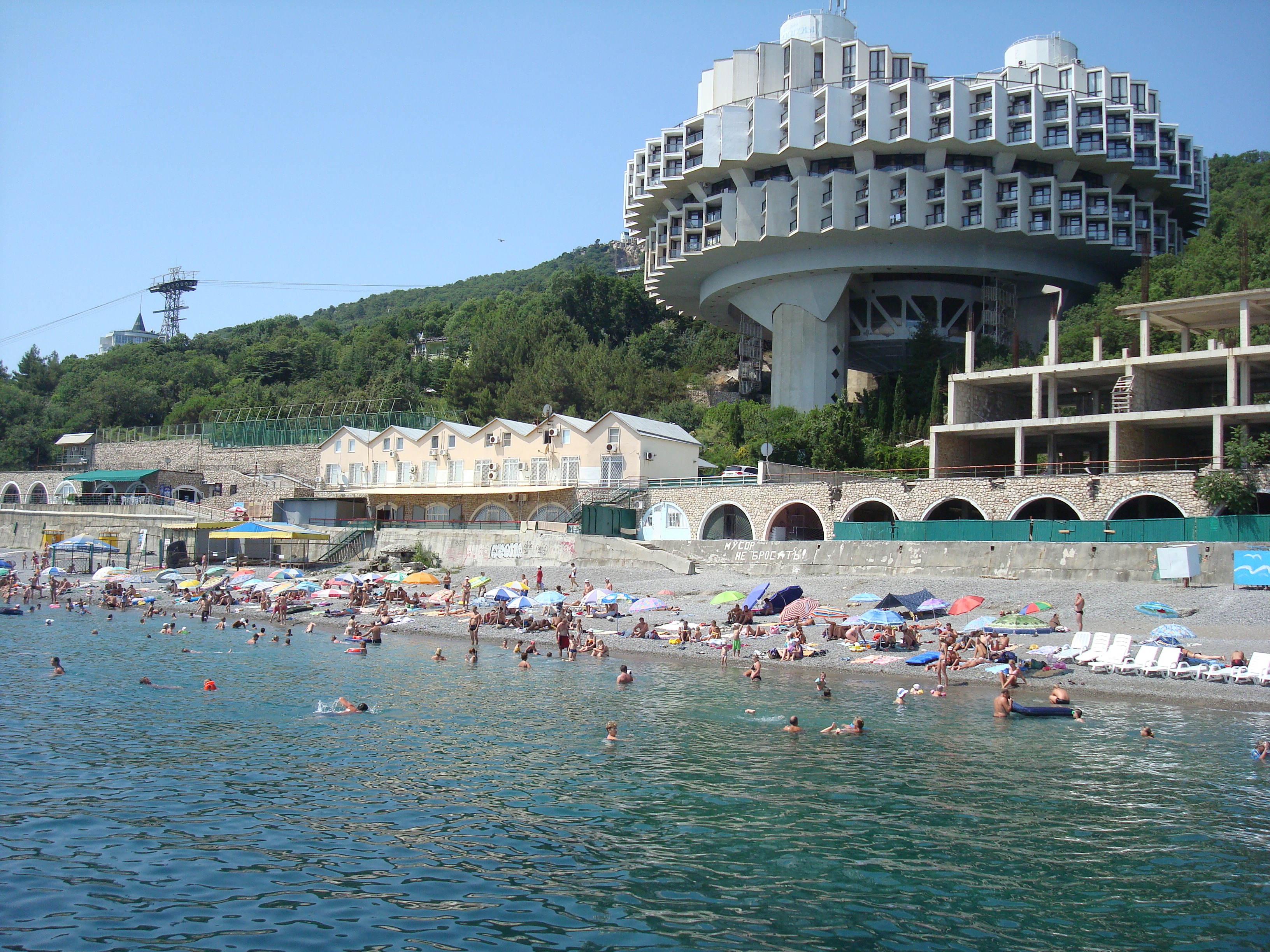
Пансионат «Дружба» в Ялте. Архитектор: И.А.Василевский
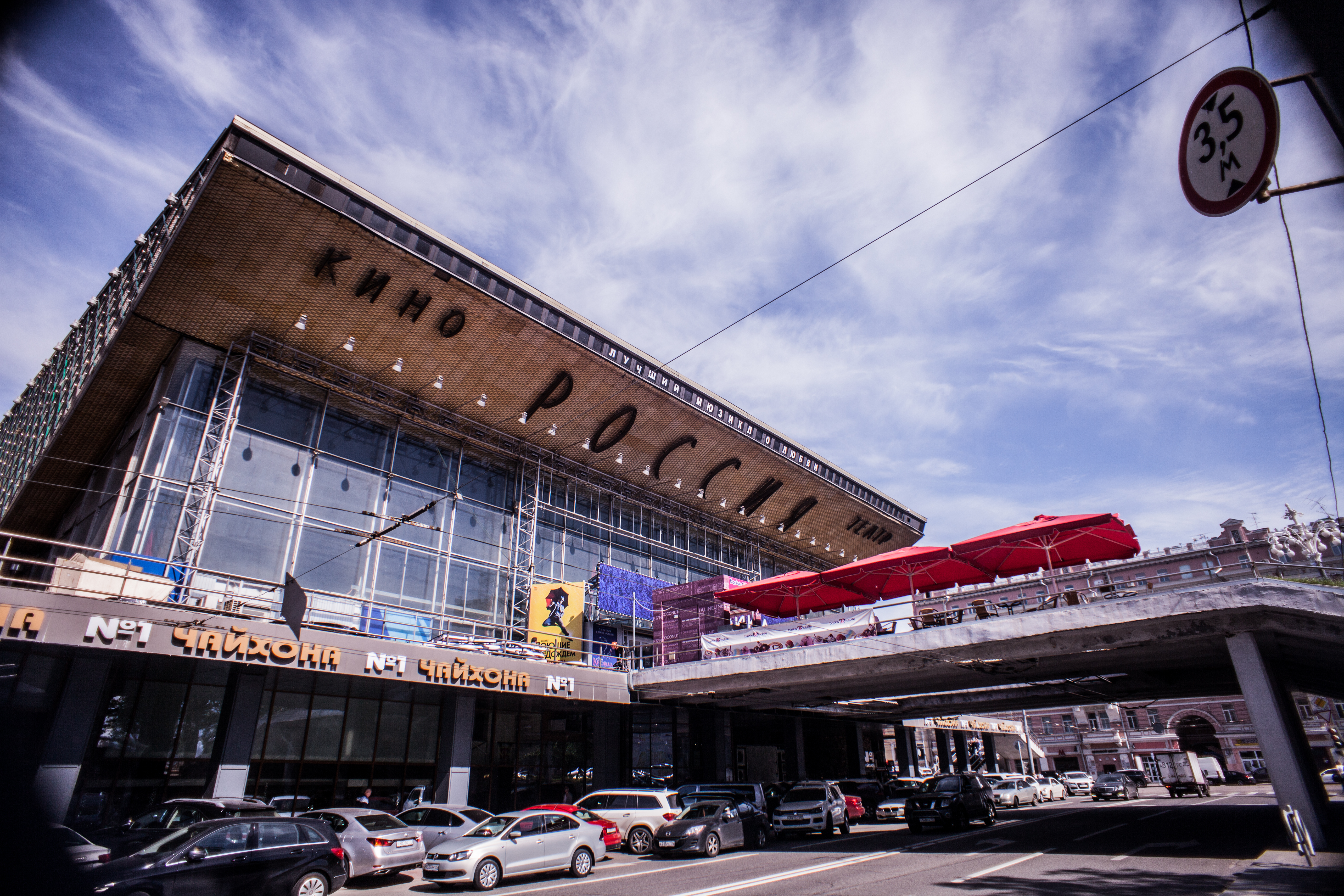
Кинотеатр «Россия»
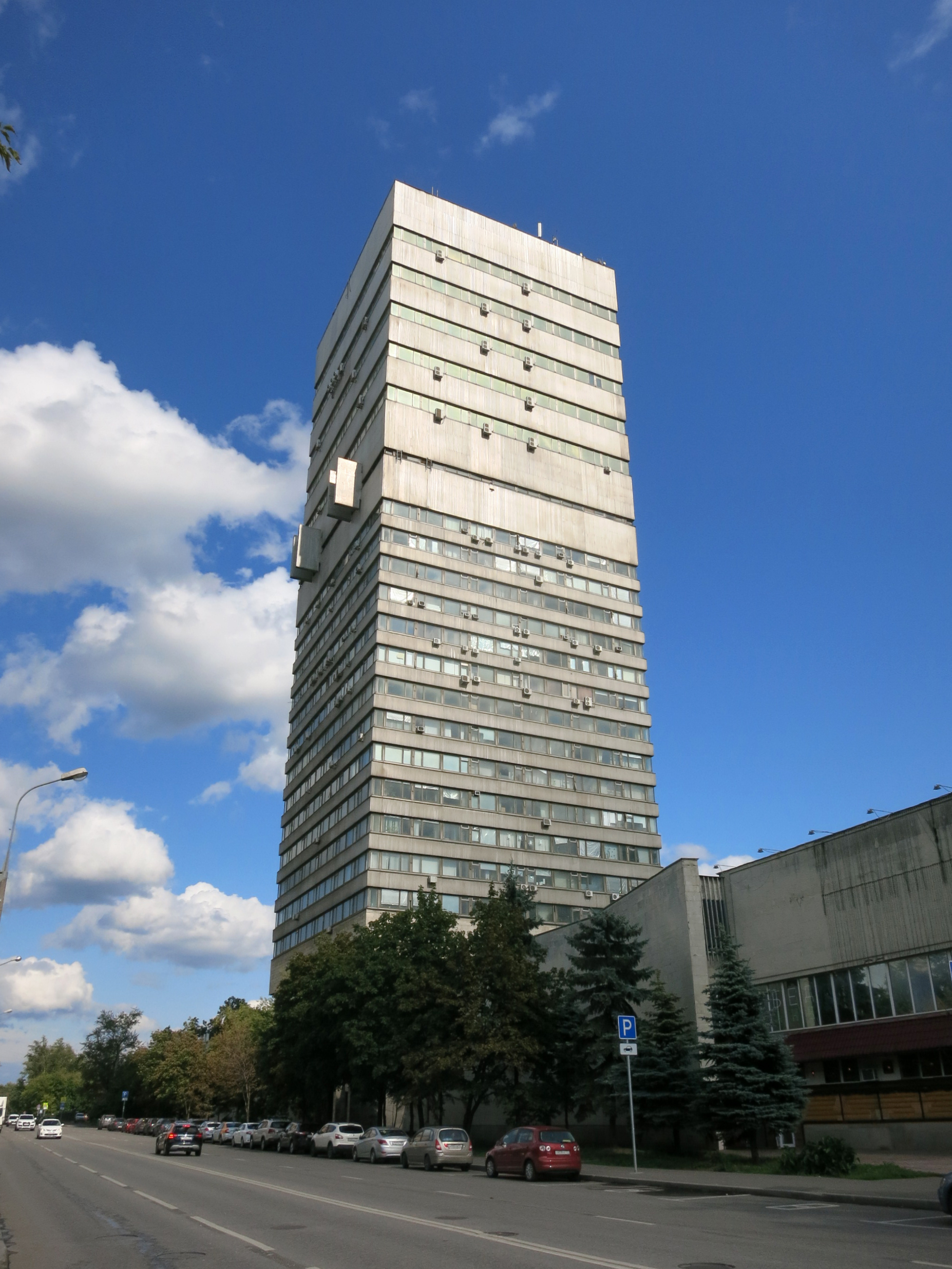
Башня Росстата, Измайловское ш., д. 44
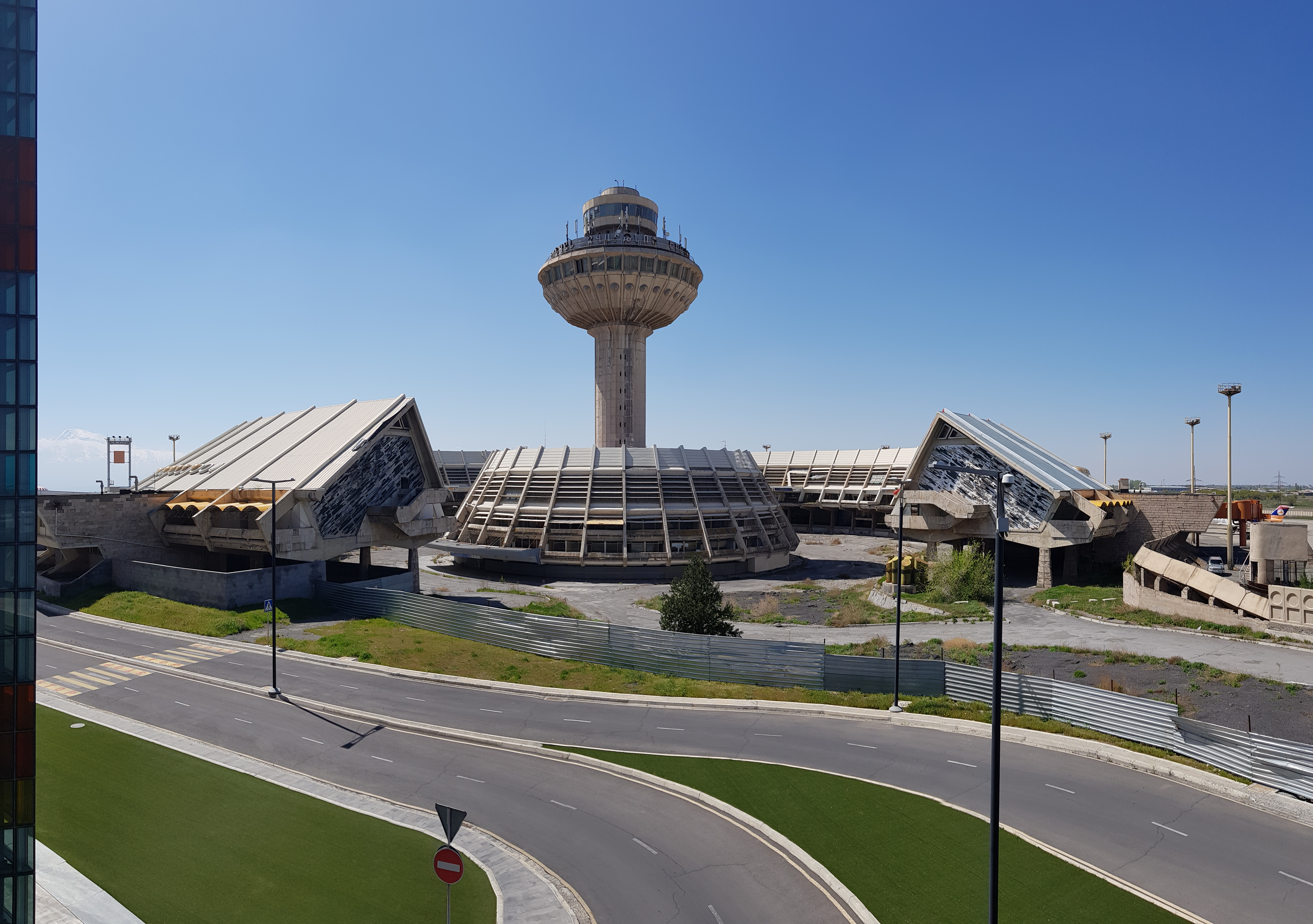
Аэропорт Звартноц
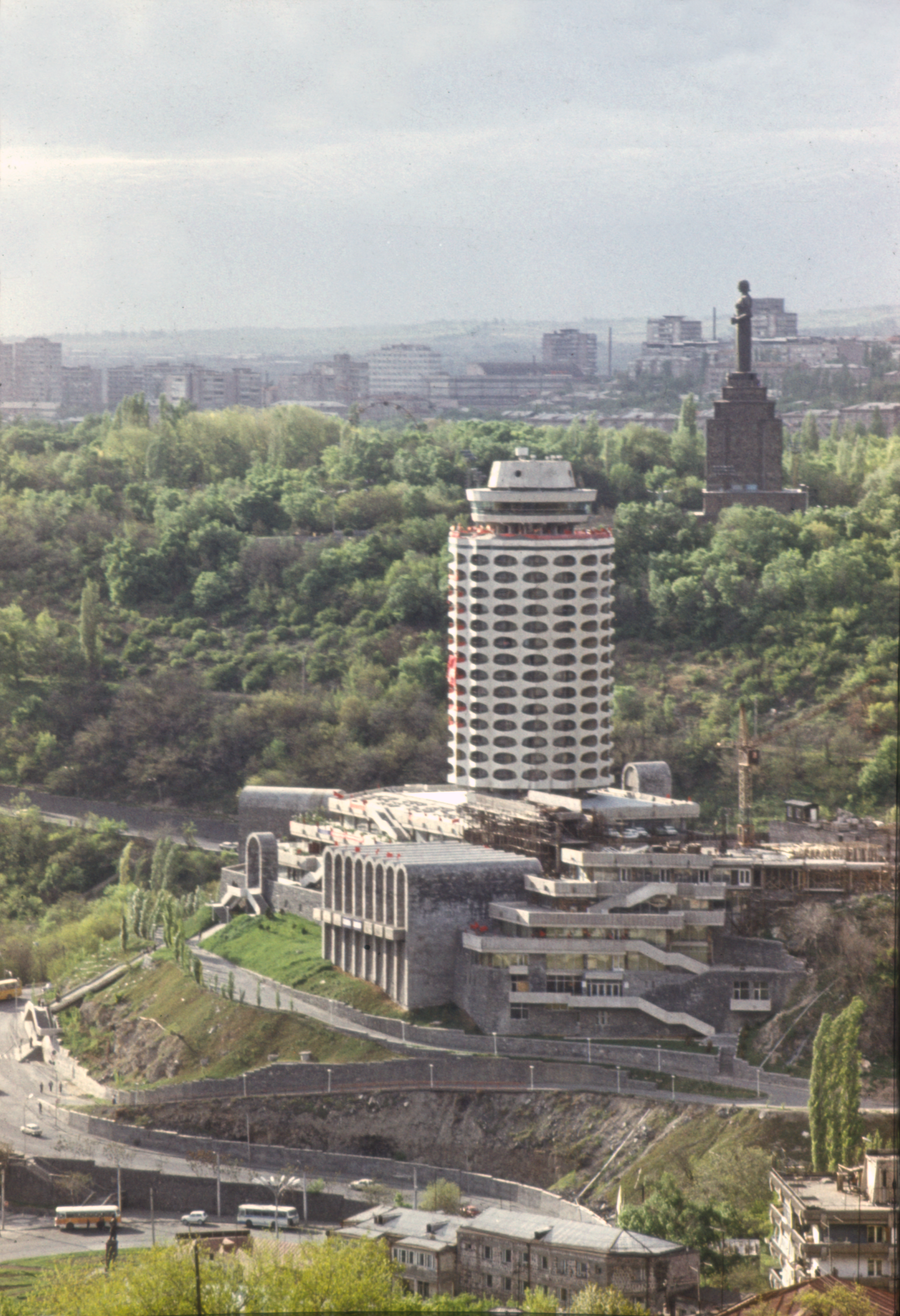
Ереванский Дом молодёжи
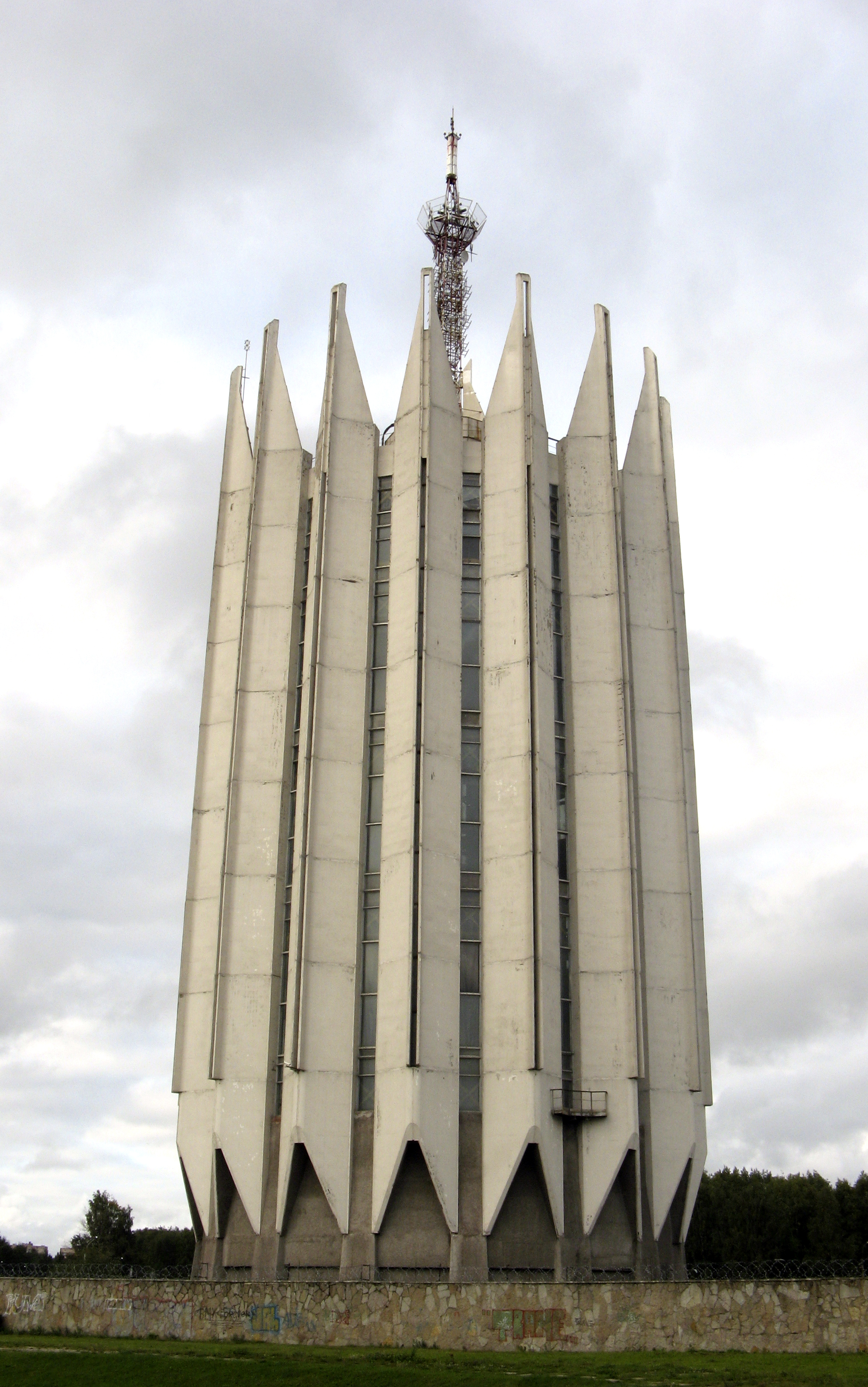
Башня-лаборатория ЦНИИ РТК
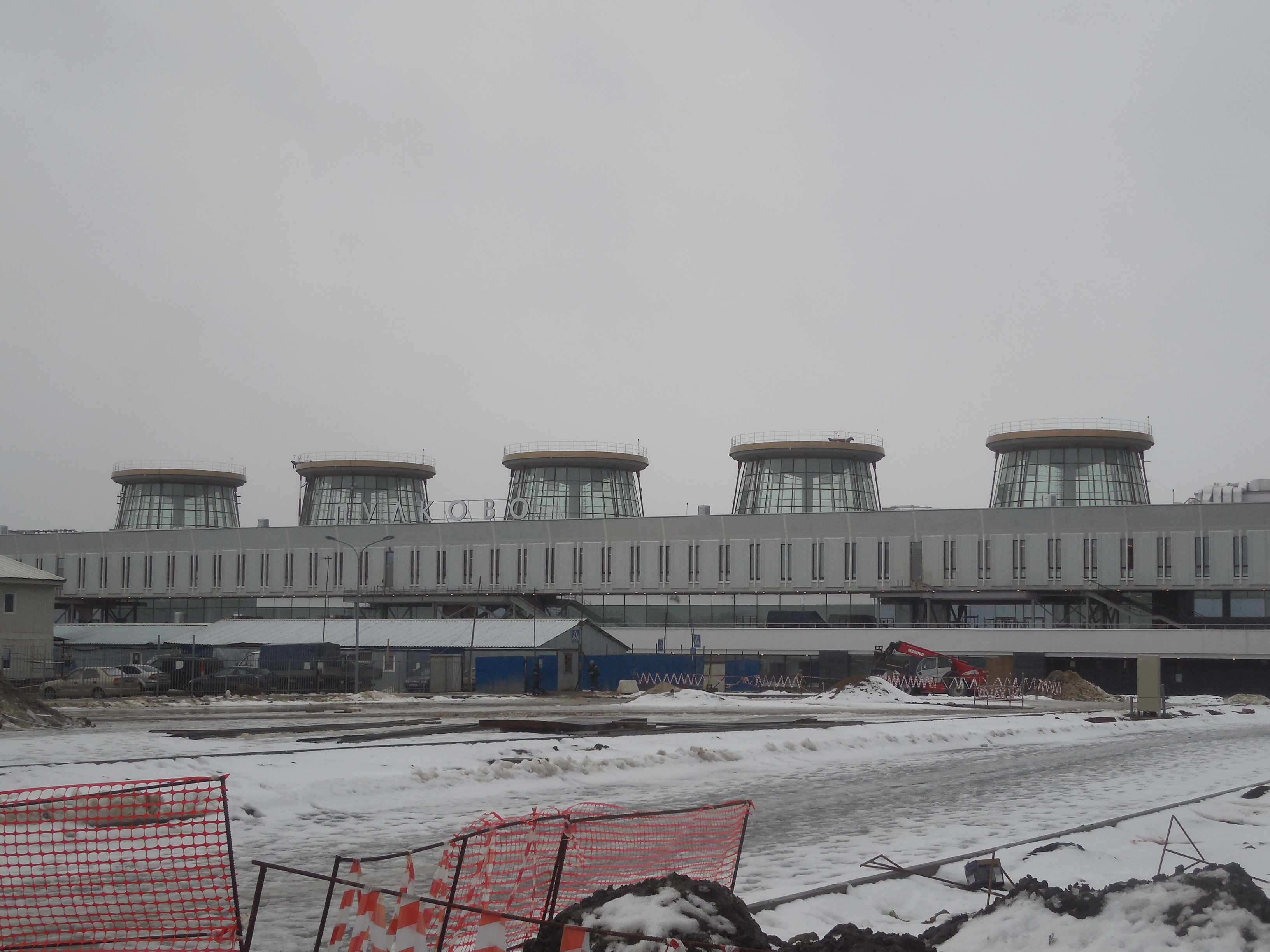
Аэровокзал Пулково («Пять стаканов»)

## Критика стиля
Основная критика данного архитектурного стиля заключается в том, что после сталинской «декоративности» сугубо функциональная аскетичность модернизма (начиная с хрущёвских времён) лишила архитекторов простора для творчества. Что же касается взглядов обывателей, а не деятелей данного вида искусства, многих рядовых граждан СССР не устраивали так называемые «дома-коробки», они их считали лишёнными культурной и художественной ценности. Кроме того, искусство данного периода в целом и архитектуру — в частности, отличал формальный подход и следование идеологическим установкам.
Так, в открытом письме Михаилу Суслову группа художников круга Э. М. Белютина раскритиковала формальный подход к искусству и практику создания произведений искусства в рамках государственного заказа.